# Bion de Soles
Pour les articles homonymes, voir Bion.
Bion de Soles est originaire de Soles, en Cilicie, auteur d’un ouvrage en plusieurs livres intitulé Ethiopiques et il est un de ceux qui ont précisé l'étendue de l'Éthiopie. Varron le cite parmi les écrivains qui ont écrit sur l'histoire naturelle. On lui attribue aussi des Assyriaques, d'après un passage de Syncelle. On trouve des fragments de Bion de Soles dans la collection des Historiens grecs de Didot (t. IV, p. 350.)